# Lyane Guillaume
 (avril 2021).
Si vous disposez d'ouvrages ou d'articles de référence ou si vous connaissez des sites web de qualité traitant du thème abordé ici, merci de compléter l'article en donnant les références utiles à sa vérifiabilité et en les liant à la section « Notes et références ».
Lyane Guillaume est une écrivaine française dont l'œuvre s'inspire de ses séjours à l'étranger.

## Biographie
Après des études de lettres à Lyon, complétées par une formation artistique (danse, théâtre), Lyane Guillaume part pour l'Afghanistan peu avant l'invasion soviétique de décembre 1979. Elle y enseigne le français et épouse un archéologue, qui poursuivra sa carrière dans la diplomatie culturelle[réf. nécessaire].
En 1982, ils partent pour l'Inde où ils séjourneront (New Delhi) jusqu'en 1986, puis de 1989 à 1994. Ce sera ensuite cinq ans en Russie (Saint-Pétersbourg, Moscou) et quatre ans en Ukraine (Kiev). Puis de nouveau l'Afghanistan (2004 à 2007). En 2012, départ pour l'Ouzbékistan (Tachkent), suivi d'un nouveau séjour à Moscou de 2016 à 2019[réf. nécessaire].
Chacun de ses séjours a donné lieu à une fiction documentaire, où l'intrigue romanesque s'appuie sur une documentation historique et sociologique. Lyane Guillaume y aborde le statut des femmes et le refus des clichés et des idées reçues[réf. nécessaire].
Lyane Guillaume vit à Paris où elle poursuit ses activités d'écriture. Elle est sociétaire de la SGDL (Société des gens de lettres).

## Publications

### Romans / récits
- Jahanara, Stock, 1989 (Livre du mois) [2],[3],[4],[5] ; traduction en anglais: Jahanara, EastWest, Madras, 2003[6]
- Les riches heures de Kaboul, Stock, 1991
- Fière et intouchable, JC Lattès, 1996  et J'ai lu, 2003 (sélection du Prix des libraires)[7],[8]
- La Tour Ivanov, JC Lattès, 2000 (sélection du Prix des libraires)[9]; traduction en espagnol La Torre de Los Recuerdos, Diagonal/Grup 62, Barcelone, 2002;  traduction en russe Bashnia Ivanova, éditions Spalakh, Kiev, 2008
- Laveuse de chiens, JC Lattès, 2008 (Prix Jacky Bouquin 2008; sélection du Prix Renaudot)[10],[11],[12],[13],[14],[15]
- Les Errantes - chroniques ukrainiennes, Le Rocher, 2014 (Prix Balzac-Verkhivnia 2015[16])[17],[18],[19],[20]; traduction en ukrainien Blukaltsi, éditions Pulsari, 2019
- Mille et un jours en Tartarie, Le Rocher 2017 (sélection du Prix Simone-Veil)[21],[22],[23],[24],[25]
- Moi, Tamara Karsavina - vie et destin d'une étoile des Ballets russes, Le Rocher, 2021[26],[27],[28],[29]; Prix Roland de Jouvenel 2022

### Essais
- L'aventure des Français en Inde (XVIIe – XXe siècles), collectif édité par Rose Vincent, éditions Kailash, 1998
- Guide pratique et culturel de Kaboul, AFCA-MAE, 2006
- Andreï Makine (Duetto/Nouvelles lectures, 2018)

### Théâtre
- Des soucis et des femmes, Serpent rose, Bavarde et Pécuchette (créations par la Compagnie La Charabotte au Festival "Théâtre sur un plateau"
- Que le bal commence (théâtre pour la jeunesse)